# КА Батна
«КА Батна» — алжирский футбольный клуб из города Батна, выступающий в Чемпионате Алжира по футболу.

## История
Основан в 1932 году под названием «Клуб Атлетик Батнен», позднее переименован в «Шабаб Орес де Батна» в честь горного массива, расположенного рядом с городом, сохранив свою аббревиатуру (фр. CA Batna или фр. CAB). Некоторое время носил название «Chabab Nassij Batna». Цвета клуба — красно-синие. В первые годы выступал в региональных соревнованиях, в 1951 году включён в одну из трёх действовавших тогда высших лиг — лигу региона Константина.
Принципиальный соперник клуба — «МСП Батна» (ранее назывался «АС Батна»). В первые десятилетия их противостояние носило идеологический характер — «КА Батну» поддерживали сторонники алжирской независимости, тогда как за «МСП Батну» болели французы и сторонники союза с Францией. В ходе войны за независимость 1954—1962 годов (также как и в ходе Второй мировой войны) КА Батна приостановил участие в соревнованиях, многие футболисты и другие члены клуба сражались на стороне борцов за независимость, 64 члена клуба погибли в войне.
Клуб принял участие в первом едином чемпионате Алжира 1962/63 в высшей лиге. В турнире принимали участие более ста команд, разделённых на 14 групп. «КА Батна» стал середняком своей группы и не квалифицировался для участия в высшем дивизионе на следующий сезон.
В следующий раз клуб вернулся в высший дивизион в сезоне 1975/76, заняв в этом сезоне восьмое место среди 16-и команд. Выступал в высшем дивизионе до сезона 1981/82, затем вернулся на высший уровень в чемпионате 1993/94 и снова вылетел в сезоне 2003/04. В 2000-е и 2010-е годы неоднократно курсировал между высшим и первым дивизионами.
В Кубке Алжира клуб дважды доходил до финала — в сезоне 1997 уступил клубу «УСМ Алжир» 0:1, а в 2010 году был разгромлен «ЕС Сетифом» 0:3. В 2011 году в первый раз в истории получил возможность участвовать в международном клубном турнире — африканском Кубке Конфедераций, где в первом же раунде уступил ливийскому «Ан-Насру» из Бенгази в серии пенальти.
У клуба существует фанатская группировка «Ультра Орес Бойз», созданная, по собственному утверждению, в 1965 году под впечатлением от посещения города Батна Че Геварой.

## История выступлений
| Сезон   | Дивизион | Место                   | Кубок |
| ------- | -------- | ----------------------- | ----- |
| 1962/63 | 1ª       | 6-е (Гр. Константина-1) |       |
| 1975/76 | 1ª       | 8-е                     |       |
| 1976/77 | 1ª       | 6-е                     |       |
| 1977/78 | 1ª       | 11-е                    |       |
| 1978/79 | 1ª       | 13-е                    |       |
| 1979/80 | 1ª       | 13-е                    |       |
| 1980/81 | 1ª       | 14-е                    |       |
| 1981/82 | 1ª       | 14-е                    |       |
| 1993/94 | 1ª       | 13-е                    |       |
| 1994/95 | 1ª       | 11-е                    |       |
| 1995/96 | 1ª       | 10-е                    |       |
| 1996/97 | 1ª       | 10-е                    |       |
| 1997/98 | 1ª       | 5-е (Гр. А)             |       |
| 1998/99 | 1ª       | 4-е (Гр. А)             |       |
| 1999/00 | 1ª       | 8-е                     |       |
| 2000/01 | 1ª       | 12-е                    |       |
| 2001/02 | 1ª       | 12-е                    |       |
| 2002/03 | 1ª       | 12-е                    |       |
| 2003/04 | 1ª       | 14-е                    |       |
| 2004/05 | 2ª       | 3-е                     |       |
| 2005/06 | 1ª       | 11-е                    |       |
| 2006/07 | 1ª       | 16-е                    |       |
| 2007/08 | 2ª       | 5-е                     |       |
| 2008/09 | 2ª       | 3-е                     |       |
| 2009/10 | 1ª       | 16-е                    |       |
| 2010/11 | 2ª       | 3-е                     |       |
| 2011/12 | 1ª       | 7-е                     |       |
| 2012/13 | 1ª       | 14-е                    |       |
| 2013/14 | 2ª       | 11-е                    |       |
| 2014/15 | 2ª       | 7-е                     |       |
| 2015/16 | 2ª       | 2-е                     |       |

## Достижения
- Высшее достижение в чемпионате Алжира: 6 место в сезоне 1976/77
- Финалист Кубка Алжира: 1997, 2010
- Финалист Кубка Алжирской лиги: 1998

## Тренеры
- Брахим Геллиль (1980-е годы)
- Мустафа Бискри (~2010)
- Амер Джамель (июль 2011 — февраль 2012)
- Тоуфик Руабах (февраль-июль 2012)
- Абделькрим Латреш (август 2012)
- Рашид Буарата (август-октябрь 2012)
- Тоуфик Руабах (октябрь — декабрь 2012)
- Али Фергани (январь-октябрь 2013)
- Захария Продан (октябрь 2013 — ?)
- Рашид Буарата (~2016)